# クロチク
クロチク（黒竹）は、イネ科マダケ属の常緑タケ類。ハチクの変種とされている。

## 特徴
中国原産。桿の直径は2 - 3センチほどで、節間は20 - 40センチ。
1年目は緑色で発生後2年目以降に桿や枝が自然に黒色（黒褐色）に変化する。建築材や庭園木に利用される。また桿の細さから、民芸品や筆の軸などにも利用される。
ハチクの開花周期が120年といわれており、ハチクの変種であるクロチクも同様と考えられている。